# برو برو یک بار دیگر باکره باش
 برو برو یک بار دیگر باکره باش (انگلیسی: Go, Go, Second Time Virgin) فیلمی در ژانر درام، صورتی به کارگردانی کوجی واکاماتسو است. این فیلم در سال 1969 اکران شده است. از ستارگان این فیلم میتوان به می می کوزاکورا (پوپو) و میچیو آکی یاما (تسوکیو) اشاره کرد. بسیاری از فیلم های واکاماتسو مانند این فیلم، بسیار کم هزینه و بیشتر در یک لوکیشن و در ژانر سیاه و سفید می گذرد؛ که گه گاه از انفجار های رنگی برای جلوه های تاتری استفاده می کند. مثل این فیلم که در یک پشت بام آپارتمان و در چهار روز با حداقل بودجه فیلمبرداری شده است. واکاماتسو اگرچه مدت‌ها در خارج از ژاپن ناشناخته بود، اما او از مهم‌ترین کارگردانان  ژانر فیلم صورتی در ژاپن است و یکی از «کارگردانان برجسته ژاپنی دهه 1960» نامیده می‌شود.

## داستان
پوپو دختری هفده ساله است که گروهی بعد از ربودن، او را در پشت بام ساختمانی مورد تجاوز قرار میدهند. تسوکیو که فرزند سرایدار ساختمان است، شاهد ماجرا است ولی کاری نمیتواند انجام دهد. پس از آن حادثه، پوپو که خونریزی کرده است، به تسوکیو میگوید این برای دومین بار است که مورد تجاوز قرار میگیرد و هر دو در صبح 8 آگوست اتفاق افتاده است. او میگوید خودش هم فرزند تجاوز است. او که بسیار غمگین و ناراضی است، گریه نمیکند و تنها از تسوکیو میخواهد به زندگی او نیز به مانند مادر و پدرش که خودکشی کرده اند، پایان دهد و آرزوی مرگ میکند. تسوکیو خیلی تلاش میکند پوپو را از مرگ منصرف کند و میگوید:
تا زمانی که غرق نشدی، حمام آفتاب بگیر؛ تشنه باش و خورشید را بنوش؛ خواب آلود شو و چشم های قرمزت را باز کن، همه چیز را فراموش کن و جلوی مرگ را بگیر
باران شدیدی می بارد و آنها این بار به زیر زمین می روند. پوپو لخت شده و خود را در اختیار تسوکیو (که در این مدت اعتمادش را جلب کرده است) قرار داده و پیشنهاد رابطه میدهد ولی او نمی پذیرد. وقتی پوپو دلیل آن را میپرسد، او را به طبقه 5 میبرد. تسوکیو میگوید زمانی که برای کارش وارد واحد شده است، گروهی پسر و دختر (فاسد) او را گرفته و مورد آزار و اذیت قرار داده اند؛ و با نشان دادن جنازه ها میگوید، که تمام آنها را کشته است و خود نیز خودکشی کرده است ولی نمرده است. تسوکیو به پوپو که اصرار بر کشته شدن دارد، میگوید قتل آسان است اگر آدم دلیلی برای آن داشته باشد. آنها دوباره به پشت بام برمیگردند و پدر راس ساعت 7 درب پشت بام را میبندد. گروهی که به پوپو تجاوز کردند با دوستانشان هم آنجا هستند. آنها که از زنده بودن پوپو تعجب کردند، قصد تکرارکردن جنایت خود را میکنند ولی ایندفعه تسوکیو همه ی آنها را میکشد. پوپو  که برای دومین بار عریان شده، خواهش میکند که تسوکیو با او عشق بازی کند و میگوید عاشق اوست اما تسوکیو باز هم نمیپذیرد و میگوید که تا بحال با کسی رابطه نداشته است و عشق دروغی بیش نیست و حقیقت ندارد. سرانجام پوپو و تسوکیو همانطور که متولد شده بودند، با پریدن از ساختمان به زندگی خود پایان میدهند.  